# Ruido en la fotografía digital

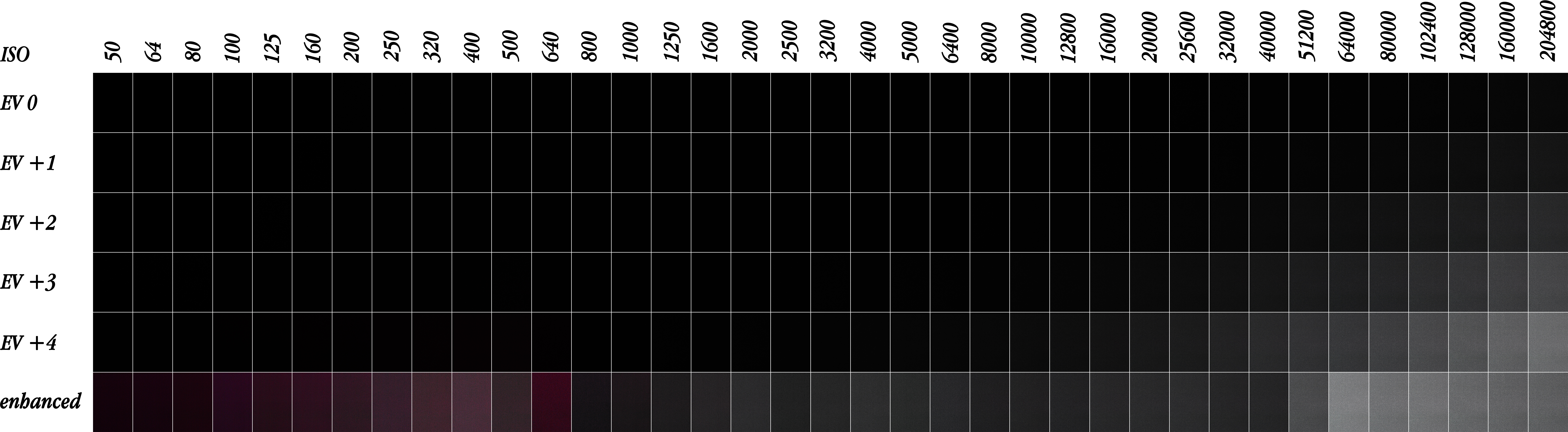
ISO 50-204800 (Sony Alpha 9 II)

El ruido digital es la variación aleatoria (que no se corresponde con la realidad) del brillo o el color en las imágenes digitales producido por el dispositivo de entrada (la cámara digital en este caso).
Así como en la imagen analógica el grano era por lo general aceptable e incluso estético en la fotografía digital, el ruido es antiestético e indeseable generalmente.
Salvando las distancias los dos conceptos son similares: el grano aparece cuando los puntos que forman la imagen (granos de material fotosensible) adquieren tanto tamaño que son apreciables a simple vista. Las variables que influyen en la aparición de grano son la marca de la película, la sensibilidad (a más sensibilidad más grano) y el proceso de revelado. Evidentemente la cantidad de ampliación de la copia también aumenta el tamaño del grano. Por otro lado el ruido digital es ese efecto “indeseable” consistente en la aparición aleatoria de señales ajenas a la imagen original, especialmente apreciable en las zonas de sombra de la imagen.

## Causas

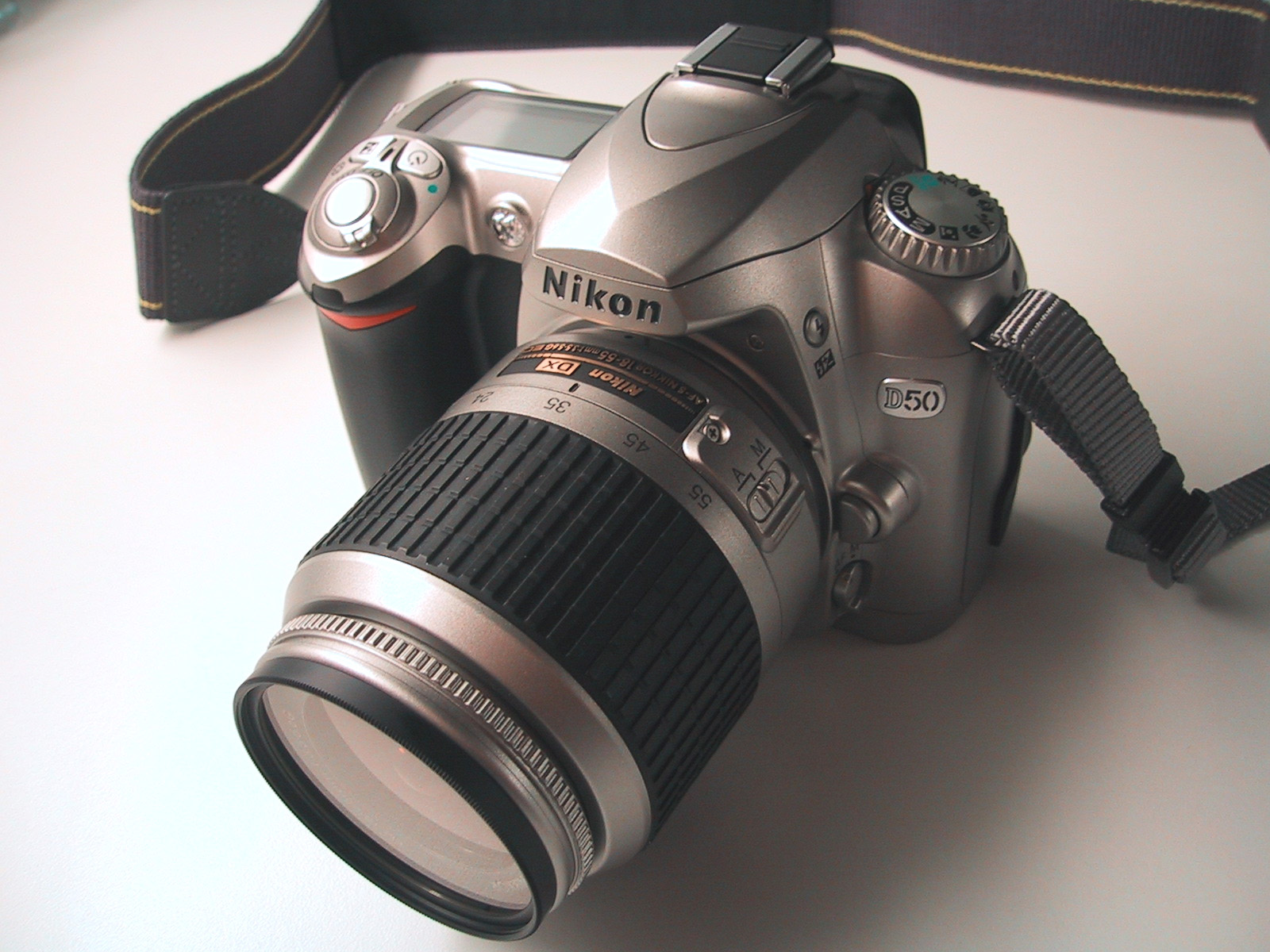
Cámara Réflex.

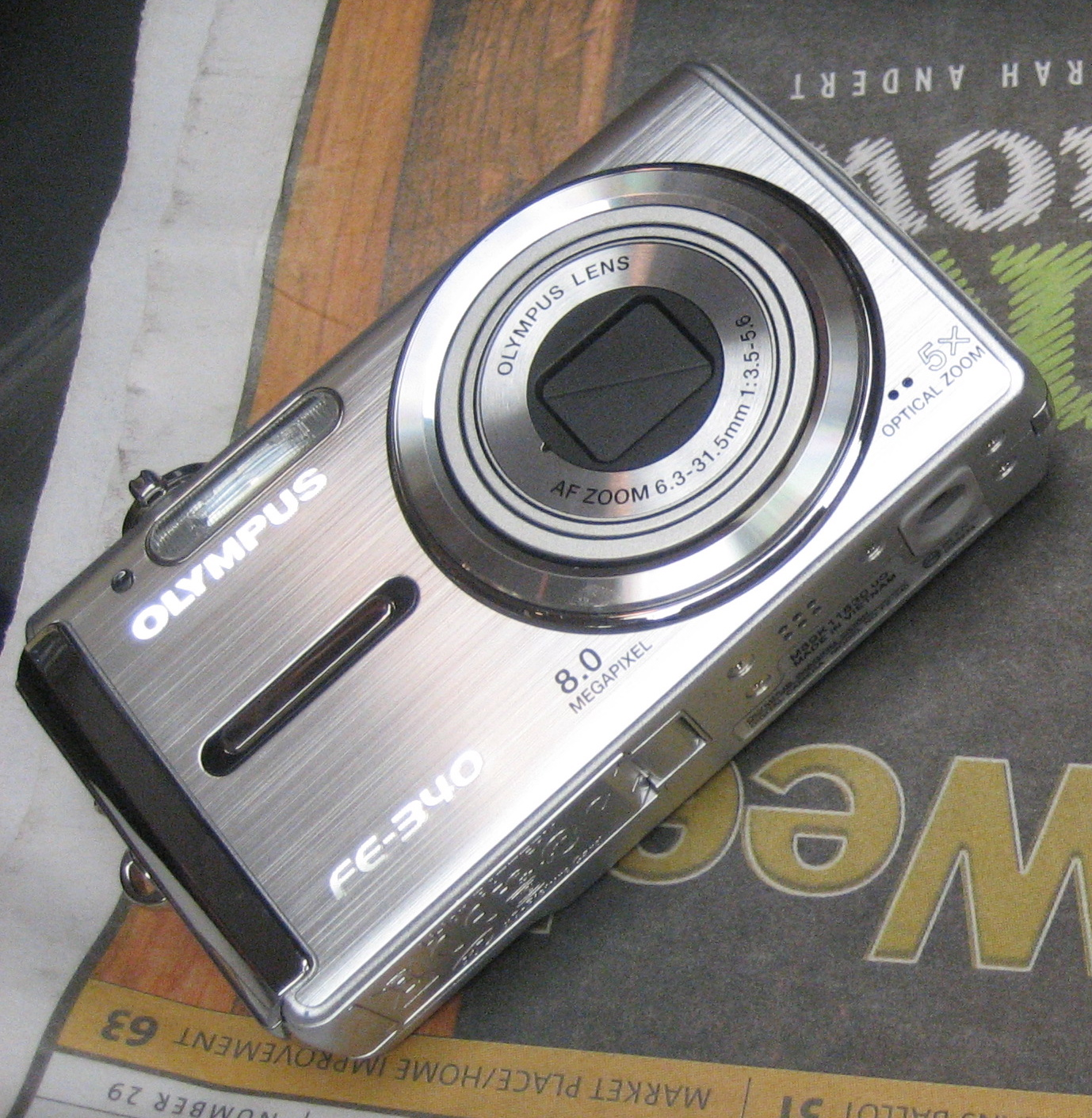
Cámara Compacta.

Para comprender los motivos que originan el ruido digital hemos de fijar nuestra atención en el funcionamiento del sensor de imagen, que hace posible la captura de la foto. Un CCD está compuesto por una malla de celdas fotosensibles, encargadas de recibir la imagen formada por las lentes de la óptica de la cámara. Cada una de esas celdas contendrá uno o más fotodiodos con capacidad de convertir la luz en una señal eléctrica, para ser procesada como una imagen (color), es decir, será convertida a datos numéricos que se almacenarán en forma binaria en la memoria de la cámara para dar origen a un pixel. Lo cierto es que esa actividad eléctrica, en sí misma, generará una cierta señal aun en ausencia de luz, que oscilará en relación con la temperatura, generando datos al azar, que originarán ruido.
El término ruido es apropiado para definir esos puntos de color dispersos en nuestras fotografías digitales, si tenemos en cuenta que podría compararse al soplido de fondo que escuchamos en un equipo de música cuando elevamos el volumen y no ponemos ningún CD, el soplido que aumenta según incrementemos el volumen es consecuencia del propio circuito electrónico. Aplicado a la fotografía digital, cuando incrementamos la sensibilidad del CCD, aumentado el valor de ISO estaremos haciendo algo parecido a subir el volumen, incrementado la actividad eléctrica, forzando el sensor de imagen, con el consiguiente incremento de ruido en las fotografías. De hecho, la sensibilidad de cada uno de los pixeles del CCD es fija, correspondiéndose al valor más bajo de ISO que ofrece la cámara (generalmente 100 ISO), aumentar la sensibilidad (200, 400, 800 ISO o más) no se logra por el incremento de la sensibilidad de los fotones, sino a través de la amplificación posterior de la señal que estos emiten.
A vista de lo expuesto, a la hora de capturar una señal luminosa débil (sombras, foto nocturna...), en el caso de amplificarla al hacer uso de un valor alto de ISO, estamos ampliando igualmente los datos aleatorios (puntos de color dispersos por la toma) fruto de la actividad eléctrica del sensor; es decir, aumentaremos el ruido de la fotografía, que al mismo tiempo se verá incrementado con los tiempos largos de exposición (más de 2 segundos) y altas temperaturas.
Otro factor a tener en cuenta es que el ruido también aumenta cuando el tamaño del pixel disminuye. La dificultad de interpretación consecuencia de la reducción del tamaño del pixel, y por la interacción de los propios pixeles por su extrema cercanía, generará igualmente datos aleatorios que se verán incrementados enormemente en el caso de amplificar la señal. Esto explica que los modelos réflex, al contar con un sensor con pixeles de gran tamaño (sensiblemente mayores que los pixeles de las cámaras compactas), generen un nivel de ruido mucho menor que los modelos compactos, soportando igualmente valores de ISO muy elevados (800, 1600...) con un nivel de ruido muy bajo en relación con el que generaría una cámara compacta.

## Tipos de Ruido
Tienen por objeto reducir el ruido y/o efectos espurios que pueden presentarse en una imagen a consecuencia del proceso de captura, digitalización y transmisión. Su utilización es normalmente necesaria antes de la aplicación de un detector de bordes.

### Ruido Impulsional o "Sal y Pimienta"
En el tipo de ruido conocido como ruido sal y pimienta los píxeles de la imagen son muy diferentes en color o intensidad a los píxeles circundantes. El hecho que define este tipo de ruido es que el pixel ruidoso en cuestión no tiene relación alguna con los píxeles circundantes. Generalmente, este tipo de ruido, afectará a una pequeña cantidad de píxeles de la imagen. Al ver la imagen, encontraremos puntos blancos sobre puntos negros o puntos negros sobre puntos blancos, de ahí el término sal y pimienta. Defectos que contribuyen a este tipo de ruido son las manchas de polvo dentro de las ópticas de la cámara, o bien un CCD defectuoso, que realizará una captura errónea. A continuación se muestran dos imágenes que ejemplifican este caso:

### Ruido Gaussiano
En el ruido de tipo gaussiano, todos y cada uno de los píxeles que componen la imagen cambian su valor, de acuerdo con una distribución normal o gaussiana. Se podrían aplicar otro tipo de distribuciones, pero la gaussiana o normal se toma como el modelo al que más se aproxima, debido al teorema central del límite, que dice que la suma de los diferentes ruidos tiende a aproximarse a una distribución normal o gaussiana. Un ejemplo de este tipo de ruido se expone a continuación:

### Ruido de disparo
Es un tipo de ruido eléctrico que tiene lugar cuando el número finito de partículas que transportan energía, tales como los fotones en un dispositivo óptico, es suficientemente pequeño para dar lugar a la aparición de fluctuaciones estadísticas apreciables en una medición. El nivel de este ruido es tanto mayor cuanto mayor sea el valor promedio de la intensidad luminosa. Sin embargo, en tanto que el nivel de señal crece más rápidamente cuanto mayor es su nivel promedio, a menudo el ruido de disparo sólo supone un problema cuando se trabaja con intensidades luminosas bajas.

### Ruido de luminancia
El ruido de luminancia aparece como variaciones de luminosidad en la imagen, se nota sobre todo en superficies que deberían tener un color uniforme.

### Ruido de crominancia
El ruido de crominancia aparece como puntos de colores de manera aleatoria.
Es una manifestación cromática del ruido, afecta a los canales "a" y "b" en color "lab", se caracteriza por puntos o patrones, especialmente rojos y azules que degradan el color de la imagen.
Es el ruido más fácil de eliminar con un software de filtrado anti-ruido, pero se pierde fidelidad en los colores.

### Ruido Termal o de corriente oscura
Producido por el calor de la cámara (al ser radiación electromagnética puede mostrarse en el sensor).
Como no es parte de la escena es ruido.
Se puede reducir enfriando el sensor o limitando el tiempo de exposición.

### Ruido de lectura
Ruido eléctrico que se genera por los circuitos que leen los valores del sensor de píxeles.

### Ruido de cuantificación
Errores de redondeo cuando la señal análoga es convertida en un ajuste finito de valores discretos digitales.
No se aprecia comúnmente, se puede reducir usando un sensor que almacene mas bits por pixel.

## Reducción del ruido

### Compromiso
Cuando se elige un algoritmo de reducción de ruido, se deben sopesar varios factores: el la capacidad de cómputo disponible y el tiempo a partir del cual no resulta rentable su tratamiento: una cámara digital debe aplicar la reducción del ruido en una fracción de segundo utilizando para ello una pequeña CPU empotrada en la misma, mientras que un ordenador de escritorio tiene mucha mayor capacidad de cómputo y tiempo. También hay que tener en cuenta si el sacrificio de algunos detalles de la imagen real es aceptable si permite la eliminación de más ruido (la agresividad con que decidir si las variaciones en la imagen son el ruido o no).

### Ruido de crominancia y ruido de luminancia
En las fotografías del mundo real, el mayor nivel de detalle consiste principalmente de las variaciones en el brillo (luminancia) en lugar de las variaciones de tono (crominancia). Dado que cualquier algoritmo de reducción de ruido debe tratar de eliminar el ruido sin sacrificar los detalles de la escena fotografiada, se corre el riesgo de una mayor pérdida de detalle en la reducción de ruido de luminancia que en la reducción de ruido de crominancia. Además, el ruido cromático de las imágenes se encuentra más desagradable que el ruido de luminancia, las manchas de color se consideran como algo más artificial, en comparación con la apariencia granulada de ruido de luminancia, comparable con el grano de una película. Por estas dos razones, la mayoría de algoritmos de reducción de ruido fotográfico dividen la imagen en las componentes de crominancia y luminancia.
La mayoría de programas informáticos dedicados de reducción de ruido permite al usuario controlar la reducción del ruido de crominancia y de luminancia por separado.

### Filtros lineales
Un método para eliminar el ruido es por convolución de la imagen original con una máscara que representa un filtro de paso bajo o la operación de suavizado. Por ejemplo, la máscara de Gauss está compuesto por elementos determinados por una función de Gauss . Esta convolución trae el valor de cada píxel más parecido en valor con sus vecinos. En general, un filtro de suavizado de píxeles cada uno establece con el valor promedio o la media ponderada de sí mismo y sus vecinos cercanos.
Los filtros de suavizado tienden a difuminar la imagen, porque los valores los píxeles que son significativamente más altos o más bajos en valor que sus vecinos tienden a "manchar" toda la zona, provocando el difuminado de los bordes, por lo que tienen que ser utilizados con cierta precaución.
Filtro de la media
Dada una imagen f(i,j), el procedimiento consiste en generar una nueva imagen g(i,j) cuya intensidad para cada píxel se obtiene promediando los valores de intensidad de los píxeles f(i,j) incluidos en un entorno de vecindad predefinido.
Esta función tiene la siguiente estructura:
B = imfilter(A,H, option1, option2,...)
Esta función filtra el array A con el filtro multidimensional H, el resultado se almacena en B. Los parámetros option1, option2,..., son opciones de frontera, de tamaño del array de salida y opciones de correlación o convolución.

### Filtros no lineales
Un filtro de mediana es un ejemplo de un filtro no lineal y, si se diseña correctamente, es muy bueno para conservar detalles de la imagen. Para aplicar un filtro de mediana se ha de considerar cada píxel de la imagen, ordenar los píxeles vecinos de acuerdo a sus intensidades y sustituir el valor original del píxel por la mediana del valor de la lista.
El filtro de mediana es un filtro de selección de rango (RS), un miembro particularmente duro dentro de la familia de los filtros condicionados por la selección del rango (RCRS). Un miembro mucho más liviano de esa familia, por ejemplo, es el que selecciona el más cercano de los valores vecinos cuando el valor de un píxel es externo en su vecindario, y lo deja sin cambios de lo contrario, es preferible, especialmente en aplicaciones fotográficas.

### Filtro gaussiano
El valor de cada punto es el resultado de promediar con distintos pesos los valores vecinos a
ambos lados de dicho punto. Este tipo del filtro también tiene el problema del difuminado de los
bordes, pero no es tan acusado como el caso de la media simple.
Este tipo de filtro reduce especialmente el ruido tipo gaussiano.
Ruido gaussiano: produce pequeñas variaciones en la imagen. Tiene su origen en diferencias de
ganancias del sensor, ruido en la digitalización, etc.

### Programas software
La mayor parte de los programas de tratamiento de imágenes de propósito general tendrán una o más funciones de reducción de ruido (mediana, suavizado, etc.). Ejemplos de estos programas son Adobe Photoshop, GIMP, PhotoImpact, Paint Shop Pro y Helicon Filter.